# Système éducatif au Canada
L'éducation au Canada, ou système(s) éducatif(s) canadien(s), regroupe l'ensemble des institutions d'enseignement et d'éducation, publiques et privées, présentes sur le territoire du Canada.
Il existe trois systèmes différents à travers la fédération canadienne, car l'article 93 de la Loi constitutionnelle de 1867 (antérieurement appelée l'Acte de l'Amérique du Nord britannique) accorde le choix et la responsabilité exclusive de l'éducation aux provinces.

## Historique

### Origines
L'enseignement pré-européen au Canada est lié aux formes amérindiennes d'apprentissage, axées sur la vie quotidienne, la chasse et pour certaines élites la gestion d'une tribu. Il n'existe pas de système éducatif inter-communautaire dans le pays avant le XIXe siècle.

### Nouvelle-France
Les premiers enseignants européens-canadiens sont quatre prêtres francophones, qui arrivent au Canada en 1616 avec Champlain. À mesure que s'établissent des hameaux et villages, les « petites écoles » – dirigées par des prêtres de paroisses – se font plus nombreuses. On y apprend la catéchèse, mais aussi à lire, écrire, compter, ainsi que certaines notions d'histoire.
En Nouvelle-France, malgré le fait qu'il n'y existe pas encore de système public d'éducation, l’apprentissage fait partie intégrante de la vie quotidienne. Le gouvernement français soutient l’Église catholique dans ses efforts d’enseignement de la religion, des mathématiques, de l’histoire, des sciences naturelles et du français, la famille demeure la base de l’organisation sociale et la presque totalité des apprentissages se fait dans cet environnement (culture agricole, artisanat, construction, vie de famille...).
Au début du XVIIe siècle, la plupart des colons de la Nouvelle-France rurale ne savent ni lire ni écrire. En 1600, environ un quart de ses habitants savent lire et écrire mais, à la fin du siècle, bien loin de leurs terres d'origine, l'apprentissage oral devient plus important, les exigences de survie prennent le dessus et le taux d’alphabétisme diminue : on passe à une personne sur sept sachant écrire son nom.
De plus, dans le contexte de l’économie de main-d’œuvre des XVIIe et XVIIIe siècles, les familles comptent sur l’apport économique d’enfants engagés dans des activités productives. Ceux-ci apprennent par exemple à jardiner, à filer et à défricher la terre avec l’aide d’autres membres de la famille. Les garçons apprennent divers métiers par le biais d'un système d'apprentissage « traditionnel » semi-oral.
En parallèle, dans les villes de Nouvelle-France, l’éducation formelle prend plus d’importance: les Jésuites, les Récollets, les Ursulines, la Congrégation de Notre-Dame et d’autres communautés religieuses offrent des formations élémentaires en catéchisme, lecture, écriture et arithmétique. Dès le milieu du XVIIe siècle, on y offre un programme d’études classiques composé de grammaire et de théologie (Collège des Jésuites, fondé en 1635). Au cours des années 1660, monseigneur de Laval fonde le Séminaire de Québec, qui deviendra l’Université Laval.

### XVIIIe siècle
Aux XVIIe et XVIIIe siècles, l’instruction générale destinée aux filles et aux femmes des villes est très limitée et ne dépasse que rarement l’instruction religieuse et l’acquisition de compétences ménagères. Inversement, à la campagne, les filles sont souvent plus instruites que les garçons grâce aux efforts des sœurs de la Congrégation de Notre-Dame qui ouvrent des écoles « de campagne » et jouent un rôle d'institutrices itinérantes.
Ce modèle ne s'applique pas au Canada anglophone, où le système des « petites écoles » et de l'éducation catholique n'existe pas (il n'existe pas alors de système éducatif au sein de l'église réformée anglophone). Un embryon de système éducatif s'y développe sur ordre du roi d'Angleterre à partir des années 1790 – soit plus de cent soixante-dix ans après l'installation des premiers religieux catholiques francophones en Amérique du Nord. C'est sous la forme d'orphelinats au tournant du XIXe siècle que prirent place ces premières traces d'éducation systématisée dans les communautés anglo-canadiennes. Alors que l'éducation commune est perçue comme une nécessité et une mission par l'église catholique (francophone) qui souhaite en conserver la maîtrise, elle est considérée comme un signe de pauvreté par la communauté protestante anglophone, qui souhaite faire porter aux seuls parents la responsabilité de l'éducation de leurs enfants et différentie ainsi les types d'éducation selon la richesse familiale, l'éducation « publique » étant perçue comme un recours seulement pour les familles les plus déshéritées.

### XIXe siècle
Le premier régime scolaire gratuit, universel, non confessionnel et obligatoire d'Amérique du Nord semble être apparu au Canada grâce à Egerton Ryerson (en) (en Ontario, alors appelé « Canada-Ouest ») dans la première moitié du XIXe siècle. Il met en place des lieux de scolarisation gratuits et ouverts à tous les habitants qui le souhaitent.
Néanmoins, le système éducatif canadien anglophone fut bâti sur de profondes disparités financières et territoriales: en 1807, la loi sur les écoles de district marqua la première action officielle en matière d'aide à la scolarisation par le gouvernement. Cette loi attribuait une école à chaque district, mais exigeait également le paiement de frais de scolarité. Ces frais signifiaient que l'éducation n'était pas pensée pour être « universelle » mais s'adressait principalement à la bourgeoisie citadine. Une étude suggère que ce modèle se rapproche des lycées d'élite (grammar schools) que l'on trouve encore en Angleterre.
En 1810, la Gazette de Kingston parle d'« assimilation » pour évoquer la nécessité d'un modèle éducatif commun à tous les immigrés et nations canadiennes venant de différents pays et parlant différentes langues dans l'espace anglo-canadien.
Ce n'est qu'en 1841, à l'unification du Bas-Canada et du Haut-Canada qu'une première loi scolaire créa l'école publique non-confessionnelle à un niveau fédéral. La Loi de l'instruction publique (4 et 5 Vict., chap. 18) crée un département d'Éducation et la fonction de Surintendant de l'Instruction publique. Les écoles sont gérées par les conseils municipaux, qui les financent par des taxes foncières scolaires. 
Le système d'éducation canadien actuel est largement dominé par la nature fédérale du pays et lié plus particulièrement à l'article 93 de la Loi Constitutionnelle de 1867. Les districts scolaires – dirigés par des commissaires d'écoles élus localement – constituent un élément clé de l'école « publique » canadienne. La législation de 1816 du Haut-Canada (l'actuel Ontario) a établi un modèle de gestion local et plutôt communautaire qui s'est perpétué jusqu'à aujourd'hui dans la majeure partie du pays. L'éducation anglo-canadienne repose à plusieurs égards sur des valeurs empruntées aux États-Unis (gestion locale, privatisations, organisation des années).
Le Québec est le seul état canadien à avoir conservé la nature « universelle » de l'enseignement, tel que défini par l'enseignement catholique.

### XXe siècle

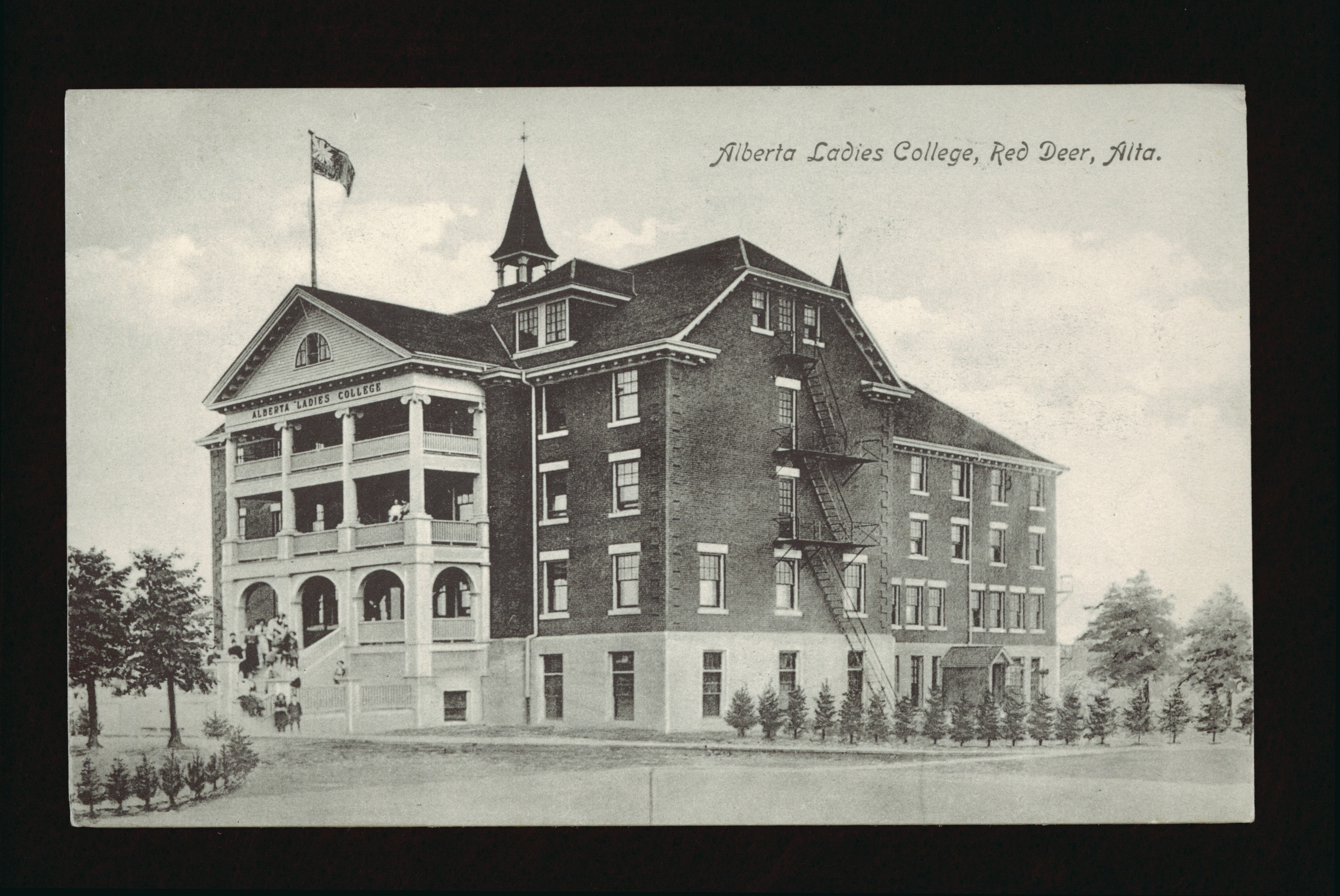
Collège de filles de l'Alberta (« Alberta Ladies College »), à Red Deer, en 1913.

Au tournant du XXe siècle, des écoles et collèges non-mixtes apparaissent, afin d'inclure progressivement les filles au cursus éducatif académique.
Dans le système universitaire québécois, les femmes étaient encore interdites jusqu'à la fin du XIXe siècle.

## Organisation
Il n’existe pas au Canada de ministère fédéral de l’Éducation ou de système national d’éducation. Il y a trois systèmes éducatifs différents, choisis et gérés individuellement par les treize provinces et territoires du Canada.

## Primaire
La loi prévoit que les enfants au Canada doivent aller à l’école dès l'âge de 5 ou 6 ans (selon les états et territoires).
Quelques critères partagées par les différents systèmes canadiens; l'école :
- commence habituellement à la maternelle, suivie de la 1ère à la 12e année ;
- commence habituellement à la fin du mois d’août et s’achève vers la fin du mois de juin ;
- fonctionne du lundi au vendredi (sauf les jours de congé) ;
- décerne un diplôme d’études secondaires aux élèves qui terminent le secondaire avec succès ;
- offre un enseignement en français ou/et en anglais partout au pays (y compris, constitutionnellement, dans les régions où une langue est plus répandue que l’autre) ;

En 2016, 95% des canadiens choisissaient l'école publique pour inscrire leurs enfants.

## Secondaire
Dans la plupart des provinces et territoires canadiens, les études secondaires vont de la « 9e » (équivalent à la seconde dans le système français par exemple) à la « 12e année » (terminale), sauf au Québec, où le niveau secondaire débute en 7e année et se termine en 11e. Vers l’âge de 17 ou 18 ans, lorsque les jeunes ont obtenu leur diplôme d’études secondaires, ils se dirigent vers les  collèges  supérieurs ou l’université.
Le Québec est la seule province qui a instauré un système de transition entre les études secondaires et les études universitaires. Les établissements de ce genre offrent des programmes pré-universitaires et des techniques / spécialisations des métiers. Ces établissements s'introduisent sous l'appellation cégep.
Le Canada se classe au 2e rang mondial pour ce qui est du taux d’achèvement des études secondaires.

## Supérieur
L'éducation supérieure canadienne est très développée et comporte parmi les meilleures universités des Amériques. Cependant, à cause d'un déficit structurel d'investissements publics dans ce secteur, le prix de la scolarité en université (en particulier dans le canada anglophone et pour les non-ressortissants du Canada) monte jusqu'à 30 000CAD/an (soit environ 20 000 €); allant des moins chères (~2000CAD/an) pour les ressortissants canadiens à Toronto, Montréal + McGill, aux plus onéreuses (~9000CAD/an) pour les ressortissants à Carleton et Ryerson.
Il n'existe pas de concours (les sélections aux universités se font sur dossier) ni de Grandes écoles. Ce sont donc les universités qui jouent ce rôle de formation des élites politiques, médicales, militaires, journalistiques, etc.

## Problématiques
Bien que le pays bénéficie d'un excellent taux d'investissement public par tête et de bons classements parmi les pays de l'OCDE, la nature de la construction du système d'enseignement à travers les 13 provinces et territoires fait que le secteur privé bénéficie de très peu d'aides publiques comparativement à la plupart des pays européens par exemple. De sorte que les frais d'inscription (et autres) restent à la charge du « client »-étudiant; ces frais peuvent ainsi varier d'un facteur de 1 à 10 selon les situations personnelles (statut migratoire, nationalité, salaire) ou géographique (éloignement du lieu d'enseignement, accès aux transports, logement, etc.). Ainsi, l'accès à ce système éducatif reste prohibitif pour la plupart des ressortissants des pays à faibles revenus ou en développement (Afrique, Asie centrale et du sud, Amérique du Sud...), qu'ils soient réfugiés, expatriés ou autres immigrés.